# San Agustín Tlaxiaca (kommun)
San Agustín Tlaxiaca är en kommun i Mexiko.   Den ligger i delstaten Hidalgo, i den sydöstra delen av landet, 80 km norr om huvudstaden Mexico City.
Följande samhällen finns i San Agustín Tlaxiaca:
- San Agustín Tlaxiaca
- Oriental de Zapata
- Colonia Nueva Tlaxiaca
- Colonia Guadalupe los Manantiales
- Barrio de Españita
- El Chamizal
- El Durazno
- Chalmita
- Banús
- Barrio el Dajie
- El Botho
- Santo Tomás
- Benito Juárez
- Palos Blancos
- La Providencia
- El Huizache
- Paseo de los Solares
- Colonia José María Pino Suárez
- La Nopalera
- Santa Catarina
- Barrio el Vindhó
- El Tepozán
- Colonia Guadalupe Victoria
- La Loma